# Microchilus austrobrasiliensis
Microchilus austrobrasiliensis är en orkidéart som först beskrevs av Otto Porsch, och fick sitt nu gällande namn av Paul Ormerod. Microchilus austrobrasiliensis ingår i släktet Microchilus och familjen orkidéer. Inga underarter finns listade i Catalogue of Life.

## Bildgalleri

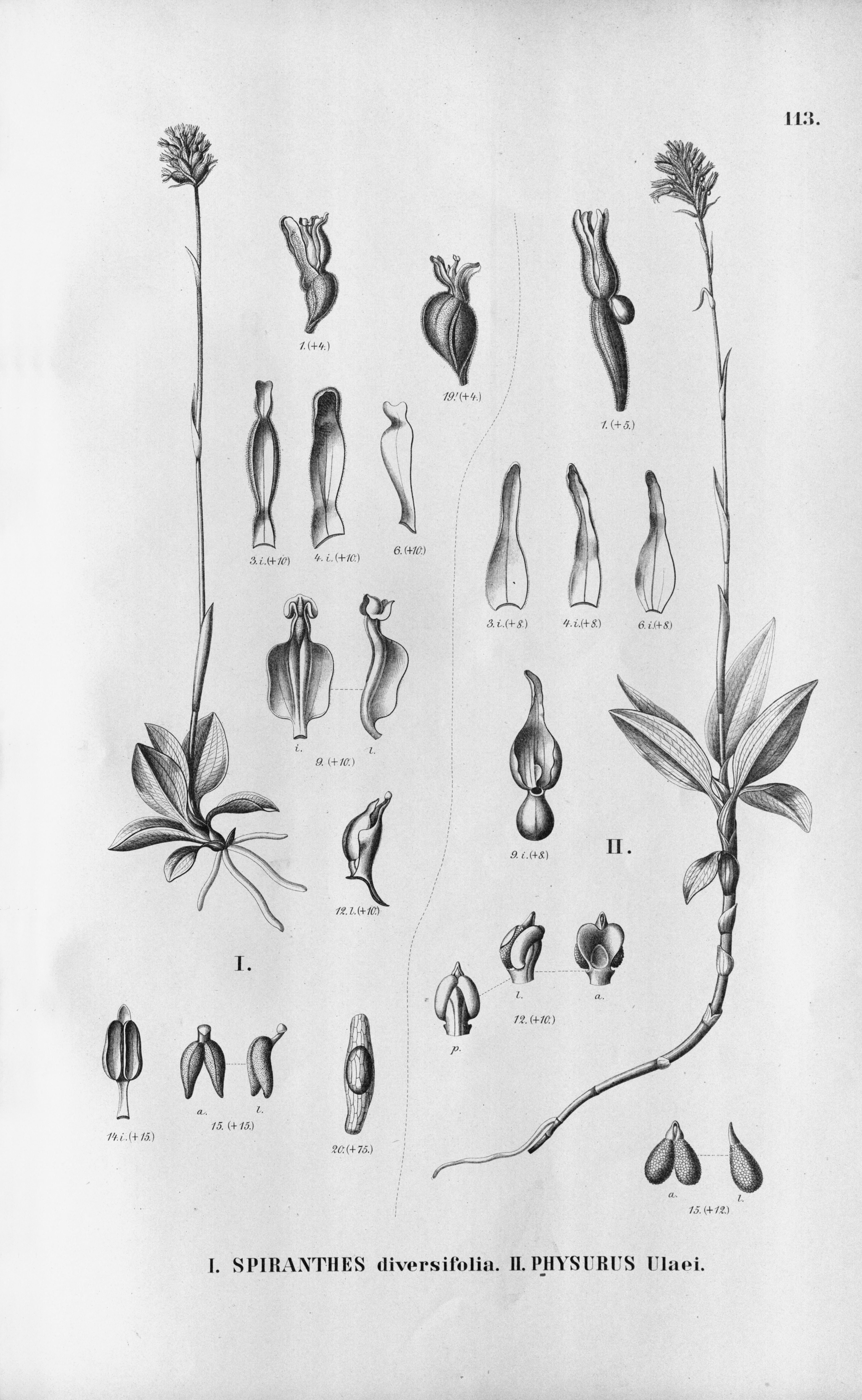